# Adriaan Hoogendoorn
Adriaan Hoogendoorn (Lopik, 20 januari 1958) is een Nederlands ambtenaar, politicus en bestuurder. Hij is lid van de ChristenUnie.

## Biografie
Hoogendoorn ging naar de mavo en werkte als 16-jarige korte tijd op een accountantskantoor. Hij begon op 17-jarige leeftijd als klerk op de afdeling Algemene Zaken van de gemeente Nieuwpoort (in 1986 opgegaan in de gemeente Liesveld). Vervolgens ging hij na anderhalf jaar werken bij de gemeente Kerkwijk (in 1999 samengevoegd met de gemeente Zaltbommel). In de avonduren ging hij naar de Bestuursacademie en studeerde hij af in de rechten aan de Erasmus Universiteit Rotterdam.
Na de militaire dienst ging Hoogendoorn werken als medewerker op de afdeling Stadsontwikkeling en Algemene Zaken bij de gemeente Krimpen aan den IJssel en als hoofd afdeling Algemene en Juridische Zaken bij de gemeente Ede. In 1994 werd hij gemeentesecretaris van Vriezenveen. Op 1 januari 2001 fuseerden Vriezenveen en Den Ham tot de gemeente Twenterand (tot 1 juli 2002 Vriezenveen) waarvan hij de gemeentesecretaris werd. In 2004 kreeg Hoogendoorn diezelfde functie bij de gemeente Waddinxveen.
Verder is Hoogendoorn al lange tijd actief binnen de ChristenUnie. Zo was hij zowel bij Eerste als Tweede Kamerverkiezingen namens die partij verkiesbaar en is hij lid van het curatorium van het wetenschappelijk instituut van de ChristenUnie: de Mr. G. Groen van Prinsterer Stichting. Vanaf 1 september 2011 was hij burgemeester van Oldebroek. Van 9 juli 2018 tot 9 juli 2024 was hij burgemeester van Midden-Groningen.
Hoogendoorn is getrouwd en heeft vijf kinderen.